# Ben Vorlich (Loch Earn)
A Ben Vorlich Skóciában, a Loch Earn partjánál található hegycsúcs, amelyet megkülönböztetnek az ugyanolyan nevű, de a Loch Lomond partjánál fekvő hegytől.

## Általános információk
A Ben Vorlich elhelyezkedése alkalmassá teszi, hogy az egyik legnépszerűbb és legtöbbet megmászott hegy legyen a Skót-felföld déli részén. Északi szomszédjával, a  Stùc a’ Chroinnal együtt Perth és Kinross megye legnyugatabbi felének kiemelkedő földrajzi elemei, közvetlen környezetükben nem található magasabb hegy. A Ben Vorlich a Loch Lomond és Trossachs Nemzeti Parknak is része, annak legkeletebbi kiszögellésében található.
A hegy könnyen megközelíthető Skócia legsűrűbben lakott városaiból, nagyjából egyenlő távolságra fekszik Edinburgh-tól és Glasgow-tól is. A legközelebbi nagyobb település Callander városa, ahonnan az A84-es út észak felé tartva áthalad a Strathyre-erdő sávján, és eléri a Loch Earn nyugati csücskét. A tó déli oldalán vezető alsóbbrendű út visz Ardvorlich birtokra, innen szokták megmászni a hegyet déli irányban haladva. A tó északi oldalán fut a forgalom nagyobb része, itt az A85-ös út köti össze Lochearnhead és Crieff településeit.

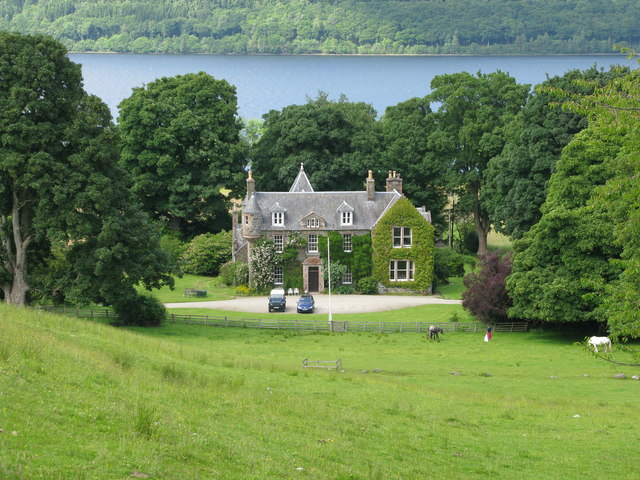
Az Ardvorlich-ház, háttérben a Loch Earnnel.

A hegyet általában északi szomszédjával, a Stùc a' Chroinnal együtt szokták megmászni, a térségben ez a két csúcs kapott munro minősítést, míg két corbett, vagyis 2500 és 3000 láb közötti hegy található közvetlen közelükben, a Meall na Fearna (809 m), illetve a Beinn Each (813 m).
A Ben Vorlich nevének eredetére több alternatíva létezik, de a legvalószínűbb, hogy a muir bhalgan, szó szerint zsák alakú tenger kifejezésre vezethető vissza, ami átvitt értelemben öblöt jelent. Ez a Loch Earn egyik öblére utalhat, bár a tó partvonala nem kifejezetten csipkézett.
A Ben Vorlichra vezető turistaút kezdetén áll az Ardvorlich-ház, amelyet a 18. század végén építettek a Stewart-család tagjai számára.

## Első meghódítója
A Skót-felföld déli részén fekvő hegyek esetében nehéz megállapítani, hogy ki és mikor járt rajtuk először, és a Ben Vorlich esetében is csak azokra az írott forrásokra lehet támaszkodni, amelyek egyértelműen jelölik, hogy egy-egy illető felmászott az adott csúcsra. Thomas Grierson (1790-1854) egy Galloway-ből származó egyházi személy volt, neki tulajdonítják a Merrick meghódítását, amely Skócia legdélebbi földrajzi egységének a legmagasabb pontja. Bár az általa írt könyv nem részletezi mindegyik túráját, így a Ben Vorlichra történt mászást sem, de azon hegyek között sorolja fel, ahol járt, és nincs más forrás korábbról.

„Szórakoztató lehet egyesek számára, ha leírom azokat a nagyobb hegyeket, amelyek tetején álltam, és ezzel a fiatalembereket is hasonló cselekedetre ösztönözzem. Bizonyos körülményeknek köszönhetően először a Perthshire területén található hegyeket akartam megmászni. A Rannoch közelében lévő hegyeken kívül az alábbi csúcsokon voltam: Ben Aulder, Ben-a-Hallader, legalább ötször a Schihallion tetején, kétszer a Ben Lawers tetején, Ben More, Ben Voirlich a Loch Earne partján, Ben Ledi, Ben Venu, Ben Chochan, Ben-y-Vracky, kétszer a Faragonon, Ben-y-Ghloe, és a terület más, kevésbé jelentős hegyein is.”

– Thomas Grierson, Autumnal Rambles Among the Scottish Mountains

## A hegy megközelítése

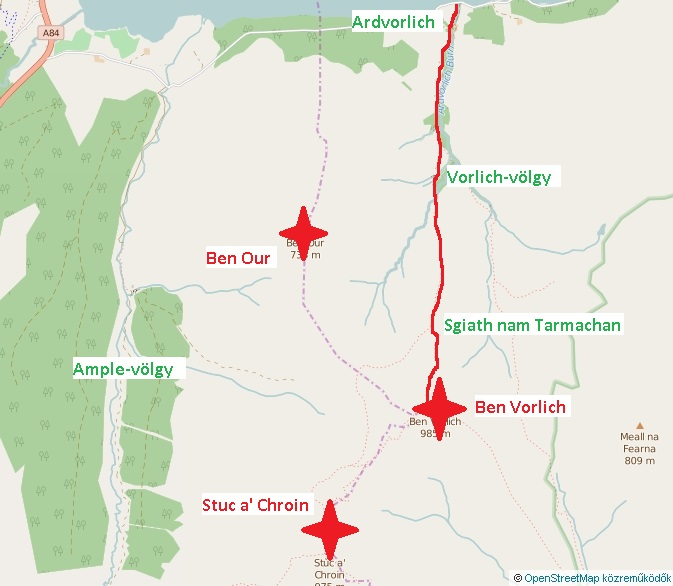
Piros: az Ardvorlichból Ben Vorlichra vezető ösvény.

Leggyakrabban a Loch Earn déli partján fekvő Ardvorlich birtokról szokták megközelíteni a hegyet. Az innen délre haladó ösvény a Vorlich-völgyben (Glen Vorlich) halad az Ardvorlich-patak (Ardvorlich Burn) mentén, majd eléri a Ben Vorlich északi gerincét, amelynek Sgiath nam Tarmachan a neve. A gael nyelvben a sgiath szárnyat jelent, olyan földrajzi elemet, ez esetben hegygerincet, amely éppen megfelelő szögben van ahhoz, hogy védelmet nyújtson az általában nyugatról érkező erős szelektől. A Ben Vorlich észak-déli irányban húzódó gerince természetes védőfalat jelent, annak nyugati oldala szeles, de keleti oldala védett.
Alternatív útvonalon meg lehet közelíteni a csúcsot az északnyugatra fekvő Ben Our csúcsán keresztül is, valamint le lehet ereszkedni a nyugatra fekvő Ample-völgybe (Glen Ample), amely természetes, erdővel borított átjáró a Loch Earn nyugati és Loch Lubnaig középső része között. Ezt a völgyet szokták használni a csúcstól délnyugatra fekvő Beinn Each megközelítésére is.